# São Lourenço dos Órgãos (Concelho)
São Lourenço dos Órgãos ist ein Distrikt (concelho) auf der Insel Santiago im Süden der Kapverdischen Inseln. Der Hauptort des Distrikts ist João Teves mit knapp 600 Einwohnern (2021).

## Geografie
Der Distrikt São Lourenço dos Órgãos befindet sich im zentralen Teil der Insel Santiago. Der Distrikt grenzt im Nordosten an Santa Cruz, im Süden an São Domingos, im Südwesten an Ribeira Grande de Santiago und im Nordwesten an São Salvador do Mundo. Der Pico de Antónia, der höchste Berg der Insel, durchquert die Grenzen von São Lourenço dos Órgãos, São Salvador do Mundo und Ribeira Grande de Santiago.

## Gliederung
Die Gemeinde besteht aus einer Freguesia (Gemeinde):
- São Lourenço dos Órgãos

## Einwohner
| Jahr | Einwohner |
| ---- | --------- |
| 1990 | 07781     |
| 2010 | 07388     |
| 2021 | 06317     |